# Franca di Rienzo
Franca di Rienzo is een Franse zangeres van Italiaanse origine.
Ze vertegenwoordigde Zwitserland tijdens het Eurovisiesongfestival 1961 met het lied Nous aurons demain. Ze behaalde de derde positie met 16 punten. Twee jaar later deed ze opnieuw mee aan een zangwedstrijd, ditmaal het internationale songfestival in Sopot (Sopot International Song Festival) in Polen, met nummers van onder anderen Christian Chevallier. Vervolgens werd Di Rienzo de zangeres van de Franse folkgroep Les Troubadours.